# WASP-12
WASP-12 ist ein Stern der Spektralklasse G0 im Sternbild Fuhrmann. Er wird von einem Exoplaneten namens WASP-12 b umrundet.
Der Stern hat möglicherweise auch stellare Begleiter, wodurch das System zu einem Doppel- oder Mehrfachsternsystem würde.

## Exoplanet
WASP-12 b ist ein Exoplanet mit einer Masse von etwa 1,5 Jupitermassen und wird zu den Hot Jupiters gezählt. Er umkreist den Zentralstern mit einer Periode von lediglich 1,1 Tagen in einer Entfernung von etwa 0,023 AE. WASP-12 b wurde im Rahmen des SuperWASP-Projektes mit Hilfe der Transitmethode entdeckt. Seine Entdeckung wurde im Jahr 2008 veröffentlicht.